# Белло, Нарсисс-Фортунат
Нарсисс-Фортунат Белло (фр. Narcisse-Fortunat Belleau; 20 октября 1808, Сент-Фуа, Нижняя Канада — 14 сентября 1894, Квебек, Канада) — юрист, предприниматель и государственный деятель Британской Северной Америки.
Директор Банка Квебека с 1848 по 1893 год, мэр города Квебека в 1850—1853 годах, председатель общества адвокатов Квебека в 1857—1858 годах, депутат законодательного собрания провинции Канады с 1852 по 1867 год (в том числе председатель с 1857 по 1862 год), министр сельского хозяйства и статистики в марте-мае 1862 года, премьер-министр и генеральный казначей с 1865 по 1867 годы. После формирования Доминиона Канада в 1867 году на короткое время стал сенатором от округа Стадакона, но затем принял назначение на пост лейтенант-губернатора Квебека, который занимал до 1873 года. 
Рыцарь-бакалавр (1860), командор I класса Королевского ордена Изабеллы Католической (1871), рыцарь-командор ордена Святых Михаила и Георгия (1879).

## Биография
Родился в 1808 году в Сент-Фуа (ныне в составе города Квебека) в семье фермера Габриэля Белло и Мари-Рене Амель. С 1818 по 1827 год учился в частной школе «Пти-Семине де Квебек» (фр. Petit Séminaire de Québec), после чего был взят стажёром в адвокатскую контору Жозефа-Франсуа Перро и Эдварда Берроуза. С 1829 года продолжил стажировку у Андре-Реми Амеля, получив адвокатскую лицензию в сентябре 1832 года. Это произошло в дни эпидемии холеры в Квебеке, когда из-за многочисленных жертв адвокатам приходилось много времени уделять вопросам наследства. Белло, как и многие другие адвокаты, заработал на таких делах значительную сумму денег, а многие клиенты этого периода затем продолжали пользоваться его услугами впоследствии.
В 1835 году женился на Мари-Рен-Жозефте Говро. В 1848 году был назначен на пост директора Банка Монреаля — должность, которую занимал вплоть до 1893 года. В январе этого года также состоялся политический дебют Белло, когда он баллотировался от Реформистской партии в Портнёфе, но проиграл выборы. В это время в провинциальной политике он выступал как сторонник Жозефа-Эдуара Кошона против Луи-Жозефа Папино, призывавшего к ликвидации объединённой Канады. В феврале 1848 года избран депутатом городского совета Квебека от округа Сен-Жан, а два года спустя занял пост мэра Квебека, на котором оставался до 1853 года. В период пребывания Белло в должности мэра был построен городской водопровод, снабжавший Квебек питьевой водой из озера Сен-Шарль. Также было начато строительство канализации и работы по мощению улиц. С 1850 года — президент «Железнодорожной компании северного берега» (англ. North Shore Railway), основанной с целью постройки железной дороги между Квебеком и Монреалем. Королевский адвокат с 1854 года. В 1857 и 1958 годах избирался председателем общества адвокатов Квебека.
В 1852 году стал депутатом Законодательного собрания Канады. В ноябре 1857 года коалицией Макдональда и Картье назначен спикером законодательного собрания и занимал этот пост до мая 1862 года (с недельным перерывом в 1858 году). Летом 1860 года отвечал за организацию визита в Канаду принца Уэльского и в августе был произведён в рыцарское достоинство. С марта по май 1862 года — министр сельского хозяйства и статистики в правительстве Картье-Макдональда, после этого ушедшем в отставку.
В годы пребывания в оппозиции уделял значительное внимание адвокатской практике и управлению Банком Квебека. В феврале 1865 года решительно выступил в поддержку Квебекских резолюций об объединении британских североамериканских колоний. После того, как в июле того же года скончался премьер Канады Этьен-Паскаль Таше, прочие лидеры правящей коалиции (Джон А. Макдональд, Джордж Браун и Антуан-Эме Дорион) пришли к соглашению о назначении на этот пост Белло. Оставался в должности премьера до образования Доминиона Канада 1 июля 1867 года, одновременно занимая пост генерального казначея (англ. Receiver General).

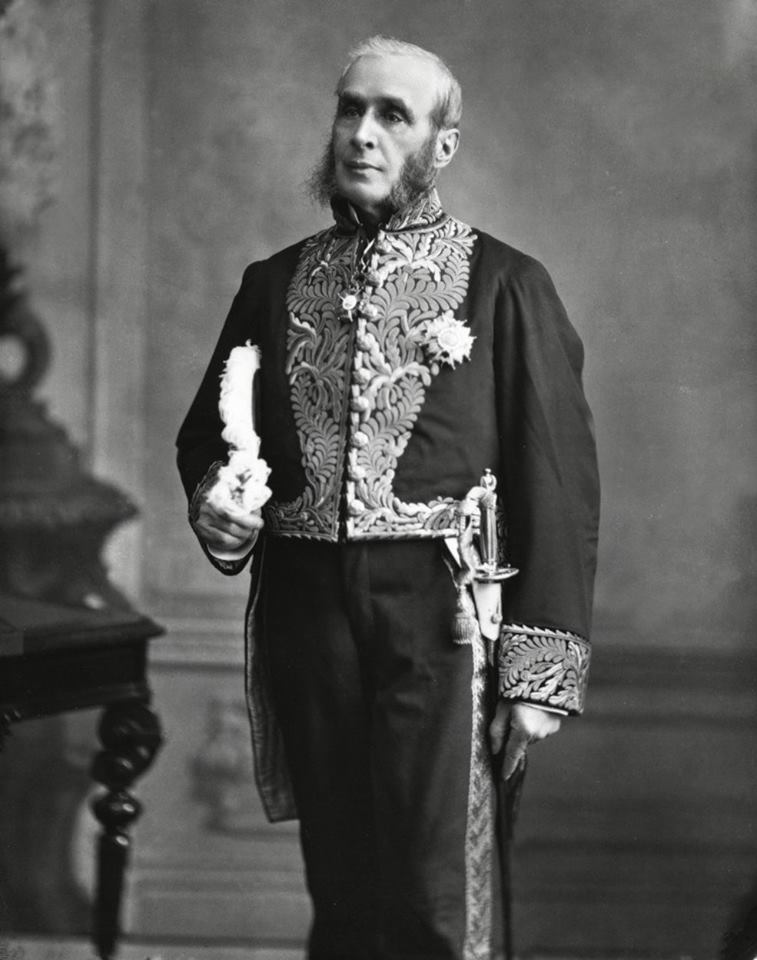
Белло в парадном мундире лейтенант-губернатора

С 1 июля 1867 года — лейтенант-губернатор Квебека. 23 октября того же года назначен сенатором от округа Стадакона, но через десять дней, ещё до начала первой сессии нового парламента, отказался от этого поста и 1 января 1868 года вторично принёс присягу как лейтенант-губернатор Квебека. На этом посту играл активную роль в провинциальной и федеральной политике, постепенно эволюционируя от умеренно-федералистских взглядов к поддержке большей провинциальной автономии. Участвовал в разрешении конфликтов между другими франоканадскими политиками (Картье и Эктором-Луи Ланжевеном, премьером Квебека Пьером-Жозефом Шово и министрами его кабинета). В 1871 году стал командором I класса Королевского ордена Изабеллы Католической.
Завершил пребывание на посту лейтенант-губернатора Квебека 11 или 16 февраля 1873 года, после чего снова отверг предложение стать сенатором. Оставался активен в провинциальной политике, поначалу неофициально, а в 1885-1890 году на административных ролях. В феврале 1879 года произведён в рыцари-командоры ордена Святых Михаила и Георгия. Скончался бездетным в сентябре 1894 года, оставив состояние, по разным оценкам достигавшее от 200 до 300 тысяч долларов, племяннику. Похоронен в часовне урсулинок в Квебеке.